# Holenderskie odznaczenia
| Baretka | Nazwa polska | Nazwa holenderska |
| A. Ordery kawalerskie i podobne odznaczenia | A. Ordery kawalerskie i podobne odznaczenia                                                                        | A. Ordery kawalerskie i podobne odznaczenia                                                                                                  |
| --- | --- | --- |
| | Order Wojskowy Wilhelma – Krzyż Wielki                                                                             | Militaire Willems-Orde – Grootkruis |
| | Order Wojskowy Wilhelma – Komandor                                                                                 | Militaire Willems-Orde – Commandeur |
| | Order Wojskowy Wilhelma – Oficer                                                                                   | Militaire Willems-Orde – Officier |
| | Order Wojskowy Wilhelma – Kawaler                                                                                  | Militaire Willems-Orde – Ridder |
| | Krzyż za Odwagę i Wierność                                                                                         | Kruis voor Moed en Trouw |
| | Miecz Honorowy | Eresabel |
| | Krzyż Ruchu Oporu                                                                                                  | Verzetskruis |
| | Odznaka Honorowa za Humanitarność                                                                                  | Erepenning voor Menslievend Hulpbetoon |
| | Order Lwa Niderlandzkiego – Krzyż Wielki                                                                           | De Orde van de Nederlandse Leeuw – Grootkruis                                                                                                |
| | Order Lwa Niderlandzkiego – Komandor                                                                               | De Orde van de Nederlandse Leeuw – Commandeur                                                                                                |
| | Order Lwa Niderlandzkiego – Kawaler                                                                                | De Orde van de Nederlandse Leeuw – Ridder |
| | Order Lwa Niderlandzkiego – Brat                                                                                   | De Orde van de Nederlandse Leeuw – Broeder                                                                                                   |
| | Order Oranje-Nassau – Kawaler Krzyża Wielkiego                                                                     | De Orde van Oranje-Nassau – Ridder Grootkruis                                                                                                |
| | Order Oranje-Nassau – Wielki Oficer                                                                                | De Orde van Oranje-Nassau – Grootofficier |
| | Order Oranje-Nassau – Komandor                                                                                     | De Orde van Oranje-Nassau – Commandeur |
| | Order Oranje-Nassau – Oficer                                                                                       | De Orde van Oranje-Nassau – Officier |
| | Order Oranje-Nassau – Kawaler                                                                                      | De Orde van Oranje-Nassau – Ridder |
| | Order Oranje-Nassau – Członek                                                                                      | De Orde van Oranje-Nassau – Lid |
| | Order Oranje-Nassau – Złoty Medal Honorowy                                                                         | De Orde van Oranje-Nassau – Gouden Eremedaille                                                                                               |
| | Order Oranje-Nassau – Srebrny Medal Honorowy                                                                       | De Orde van Oranje-Nassau – Zilveren Eremedaille                                                                                             |
| | Order Oranje-Nassau – Brązowy Medal Honorowy                                                                       | De Orde van Oranje-Nassau – Bronzen Eremedaille                                                                                              |
| B. Ordery domowe | | |
| | Order Domowy Nassauski Lwa Złotego                                                                                 | De Huisorde van de Gouden Leeuw van Nassau                                                                                                   |
| | Order Domowy Orański – Krzyż Wielki                                                                                | De Huisorde van Oranje – Grootkruis |
| | Order Domowy Orański – Komandor                                                                                    | De Huisorde van Oranje – Commandeur |
| | Order Domowy Orański – Oficer                                                                                      | De Huisorde van Oranje – Officier |
| | Order Wierności i Zasługi                                                                                          | Orde van Trouw en Verdienste |
| | Medal Honorowy za Sztukę i Naukę – Złoty                                                                           | Eremedaille voor Kunst en Wetenschap in Goud                                                                                                 |
| | Medal Honorowy za Sztukę i Naukę – Srebrny                                                                         | Eremedaille voor Kunst en Wetenschap in Goud                                                                                                 |
| | Medal Honorowy za Przedsiębiorczość i Talent – Złoty                                                               | Eremedaille voor Voortvarendheid en Vernuft in Goud                                                                                          |
| | Medal Honorowy za Przedsiębiorczość i Talent – Srebrny                                                             | Eremedaille voor Voortvarendheid en Vernuft in Zilver                                                                                        |
| | Medal Honorowy za Przedsiębiorczość i Talent – Brązowy                                                             | Eremedaille voor Voortvarendheid en Vernuft in Brons                                                                                         |
| | Order Korony – Krzyż Wielki                                                                                        | De Orde van de Kroon – Grootkruis |
| | Order Korony – Krzyż Wielki Honorowy z Gwiazdą                                                                     | De Orde van de Kroon – Groot Erekruis met plaque                                                                                             |
| | Order Korony – Krzyż Wielki Honorowy                                                                               | De Orde van de Kroon – Groot Erekruis |
| | Order Korony – Krzyż Honorowy z Rozetką                                                                            | De Orde van de Kroon – Erekruis met rozet |
| | Order Korony – Krzyż Honorowy                                                                                      | De Orde van de Kroon – Erekruis |
| | Order Korony – Złoty Medal Honorowy                                                                                | De Orde van de Kroon – Eremedaille in goud                                                                                                   |
| | Order Korony – Srebrny Medal Honorowy                                                                              | De Orde van de Kroon – Eremedaille in zilver                                                                                                 |
| | Order Korony – Brązowy Medal Honorowy                                                                              | De Orde van de Kroon – Eremedaille in brons                                                                                                  |
| C. Inne odznaczenia za zasługi i osiągnięcia | | |
| {okucie-korona} | Wyróżnienie Honorowe                                                                                               | De Eervolle Vermelding |
| | Brązowy Lew | Bronzen Leeuw |
| | Gwiazda Ruchu Oporu Azji Wschodniej                                                                                | Verzetsster Oost-Azië |
| | Brązowy Krzyż | Bronzen Kruis |
| | Krzyż Zasługi | Kruis van Verdienste |
| | Krzyż Lotnika | Vliegerkruis |
| | Odznaka Honorowa za Humanitarność (srebrna, brązowa)                                                               | Erepenning voor Menslievend hulpbetoon |
| | Medal za Ratowanie Życia                                                                                           | De Ruytermedaille |
| | Medal Muzeum | Museummedaille |
| | Medal Powodzi | Watersnoodmedaille) |
| | Medal Rządowy Czerwonego Krzyża                                                                                    | Medaille van het Rode Kruis/Regeringsmedaille]                                                                                               |
| | Medal Uznania | Erkentelijkheidsmedaille |
| | Odznaka Honorowa za Zasługi                                                                                        | Ereteken voor Verdienste |
| | Krzyż Ekspedycji                                                                                                   | Expeditiekruis |
| | Krzyż Lomboka | Lombokkruis |
| | Krzyż Pamiątkowy Wojny                                                                                             | Oorlogsherinneringskruis |
| | Krzyż Pamiątkowy Ruchu Oporu                                                                                       | Verzetsherdenkingskruis |
| | Odznaka Honorowa za Porządek i Pokój                                                                               | Ereteken voor Orde en Vrede |
| | Krzyż Pamiątkowy Nowej Gwinei                                                                                      | Nieuw-Guinea Herinneringskruis |
| | Krzyż Mobilizacji Wojennej                                                                                         | Mobilisatie-Oorlogskruis |
| | Krzyż za Prawo i Wolność                                                                                           | Kruis voor Recht en Vrijheid |
| | Medal Pamiątkowy Operacji Pokojowych ONZ                                                                           | Herinneringsmedaille VN-Vrede |
| | Medal Pamiątkowy Operacji Pokojowych ONZ                                                                           | Herinneringsmedaille VN-Vrede |
| | Medal Pamiątkowy Operacji Pokojowych ONZ                                                                           | Herinneringsmedaille VN-Vrede |
| | Medal Pamiątkowy Operacji Pokojowych ONZ                                                                           | Herinneringsmedaille VN-Vrede |
| | Pamiątkowy Medal Międzynarodowych Operacji Pokojowych                                                              | Herinneringsmedaille Multinationale Vredesoperaties                                                                                          |
| | Pamiątkowy Medal Międzynarodowych Operacji Pokojowych                                                              | Herinneringsmedaille Multinationale Vredesoperaties                                                                                          |
| | Pamiątkowy Medal Operacji Pokojowych                                                                               | Herinneringsmedaille Vredesoperaties |
| | Medal Pamiątkowy za Pomoc Humanitarną w Katastrofach                                                               | Herinneringsmedaille voor Humanitaire Hulpverlening bij Rampen                                                                               |
| | Medal Kosowo | Kosovo-medaille |
| | Krzyż Służby Oficerskiej                                                                                           | Officiersdienstkruis |
| | Złoty Medal Wiernej Służby                                                                                         | Trouwe Dienst Medaille in gould |
| | Srebrny Medal Wiernej Służby                                                                                       | Trouwe Dienst Medaille in zilver |
| | Brązowy Medal Wiernej Służby                                                                                       | Trouwe Dienst Medaille in brons |
| | Odznaka za Wierną Służbę w Straży Wojskowej (Marynarskiej) dla ochotników służących wojskowo poniżej rangi oficera | Onderscheidingsteken voor trouwe dienst bij de Militaire (Marine) Kustwacht voor vrijwillig dienende militairen beneden de rang van officier |
| | Odznaczenie za Wierną i Długoletnią Służbę w Holenderskiej Policji                                                 | Onderscheidingsteken voor trouwe en langdurige dienst Nederlandse politie                                                                    |
| | Medal Ochotników                                                                                                   | Vrijwilligersmedaille |
| | Medal Inauguracyjny 1898                                                                                           | Inhuldigingsmedaille 1898 |
| | Medal Zaślubin 1901                                                                                                | Huwelijksmedaille 1901 |
| | Medal Pamiątkowy 1926                                                                                              | Herinneringsmedaille 1926 |
| | Medal Pamiątkowy Gwardii Honorowej 1933                                                                            | Herinneringsmedaille Erewacht 1933 |
| | Medal Zaślubin 1937                                                                                                | Huwelijksmedaille 1937 |
| | Medal Inauguracyjny 1948                                                                                           | Inhuldigingsmedaille 1948 |
| | Medal Pamiątkowy 1962                                                                                              | Herinneringsmedaille 1962 |
| | Medal Zaślubin 1966                                                                                                | Huwelijksmedaille 1966 |
| | Medal Inauguracyjny 1980                                                                                           | Inhuldigingsmedaille 1980 |
| | Medal Wizyty w Antylach Holenderskich                                                                              | Medaille bezoek aan de Nederlandse Antillen 1980                                                                                             |
| | Medal Zaślubin 2002                                                                                                | Huwelijksmedaille 2002 |
| | Medal Inauguracyjny 2013                                                                                           | Inhuldigingsmedaille 2013 |
| | Medal Pamiątkowy Wizyt Zagranicznych                                                                               | Herinneringsmedaille Buitenlandse bezoeken                                                                                                   |
| | Odznaka Pamiątkowa Drugiej Światowej Konferencji Haskiej w 1907                                                    | Herinneringspenning van de Tweede Haagse Vredesconferentie in 1907                                                                           |
| | Odznaka Honorowa Mistrza-Strzelca Wyborowego Królewskiej Marynarki                                                 | Ereteken Meester-Scherpschutter Koninklijke Marine                                                                                           |
| | Medal Umiejętności KNIL                                                                                            | Vaardigheidsmedaille KNIL |
| | Gwiazda Nagrody Strzeleckiej KNIL                                                                                  | Schietprijsster (KNIL) |
| | Odznaka Pamiątkowa Przyłączenia Ambony do Holandii                                                                 | Herdenkingspenning komst Ambonezen naar Nederland (Rietkerk-penning)                                                                         |
| | Medal Marynarki Wojennej                                                                                           | Marinemedaille |
| | Medal Armii | Landmachtmedaille (2002) |
| | Medal Żandarmerii Wojskowej                                                                                        | Marechausseemedaille |
| | Medal Sił Powietrznych                                                                                             | Luchtmachtmedaille |
| | Medal Pamiątkowy Ochotników z Policji 1948–1998                                                                    | Herinneringsmedaille Vrijwillige Politie 1948–1998                                                                                           |
| D. Ordery zatwierdzonych zakonów rycerskich | | |
| | Zakon Maltański [katol.]                                                                                           | Souvereine Militaire Orde van Malta |
| | Zakon Joannitów w Holandii [prot.]                                                                                 | Johanniter Orde in Nederland |
| | Zakon Krzyżacki, Baliwat w Utrechcie [prot.]                                                                       | Ridderlijke Duitse Orde, Balije van Utrecht                                                                                                  |
| E. Ordery ustanowione przez księcia Bernharda | | |
| | Srebrny Goździk | Zilveren Anjer |
| | Order Złotej Arki                                                                                                  | Orde van de Gouden Ark |
| F. Odznaczenia holenderskich organizacji prywatnych (bez kolejności) | | |
| | Medal Fundacji Bohaterów Carnegie                                                                                  | Medaille van het Carnegie Heldenfonds |
| | Medal KNV dla Sił Powietrznych                                                                                     | Medaille van de Koninklijke Nederlandse Vereniging voor Luchtvaart                                                                           |
| | Krzyż Czterech Dni                                                                                                 | Vierdaagsekruis |
| | Medal Zręczności NOC/NSF                                                                                           | Vaardigheidsmedaille van NOC/NSF |
| | Krzyż Pięcioboju Narodowego NOC/NSF                                                                                | Nationale Vijfkamp Kruis van NOC/NSF |
| | Krzyż KVNRO | Kruis van de Koninklijke Vereniging van Nederlandse Reserve-Officieren                                                                       |
| | Krzyż Jedenastu Miast                                                                                              | Elfstedenkruis |
| | Medal Księcia Maurycego                                                                                            | Prins Mauritsmedaille |
| | Medal Szczególnej Zasługi KNV "Nasze Siły Powietrzne"                                                              | Medaille voor Bijzondere Verdiensten van de Koninklijke Nederlandse Vereniging Onze Luchtmacht                                               |
| | Medal Pamiątkowy Obrony Powietrznej 1940-1945                                                                      | Herinneringsmedaille Luchtbescherming 1940–1945                                                                                              |
| | Krzyż Zasługi Holenderskiego Czerwonego Krzyża                                                                     | Kruis van Verdienste van het Nederlandse Rode Kruis                                                                                          |
| | Medal Zasługi Holenderskiego Czerwonego Krzyża                                                                     | Medaille van Verdienste van het Nederlandse Rode Kruis                                                                                       |
| | Medal za Wierną Służbę w Holenderskiego Czerwonego Krzyża                                                          | Medaille voor Trouwe Dienst van het Nederlandse Rode Kruis                                                                                   |
| | Krzyż Pamiątkowy Holenderskiego Czerwonego Krzyża 1939-1940                                                        | Herinneringskruis '39-'40 van het Nederlandse Rode Kruis                                                                                     |
| | Krzyż Pamiątkowy Holenderskiego Czerwonego Krzyża 1940-1945                                                        | Herinneringskruis '40-'45 van het Nederlandse Rode Kruis                                                                                     |
| G. Odznaczenia organizacji międzynarodowych: ONZ, NATO, UE, UZE | | |
| H. Odznaczenia zagraniczne od stopnia najwyższego do najniższego, w kolejności alfabetycznej wg nazw państw (w jęz. franc.), z zachowaniem kolejności starszeństwa tych krajów | | |